# 陈丽玲 (澳大利亚)
陈丽玲（英語：Lee Lin Chin）是一位出生于印度尼西亚的华裔澳大利亚新闻主播和记者。她以在特别广播服务（SBS）的工作而出名，亦曾为该台SBS世界新闻的主持。
她是一位资深的新闻主播和记者，近年来于社交网络上受到欢迎。2016年，她穫得澳大利亞電視領域的最高榮譽——洛基奖（Logie Awards）的兩項提名，包括最受歡迎電視人的洛基金奖（Gold Logie）以及最佳主持人獎，這是SBS電視台史上首次穫得洛基金奖的提名。

## 生平

### 早期经历
陈丽玲出生在印度尼西亚雅加达的一个华裔家庭，并在新加坡长大。她在新加坡读书时接受了BBC的培训，所以有一口英伦腔。在1968年，她开始了她的媒體生涯。

### 在澳大利亚的传媒生涯
陈丽玲于1980年移民至澳大利亚，最早在SBS從事中文電影的翻譯工作。为了返回主播台，她加入了纽卡斯尔和达尔文的澳大利亚广播公司广播服务（ABC Radio）。她在1987年返回SBS电视台，加入SBS世界新闻（SBS World News）的主播工作至2018年。
陈丽玲在她的职业生涯中扮演过多种角色，包括新闻报道员、记者、音乐主持、商业广告配音员、制作国际航班上的机上节目等。
陈丽玲还在澳大利亚独立电影《Resistance》中出演了一个饰演新闻主播的小角色。她还在1989年澳大利亚电视剧《Bangkok Hilton》中饰演一名泰国口译员。
最近，陈丽玲参与了SBS Viceland频道招牌节目《The Feed》的喜剧小品制作。在这个节目里，她也迎来了事业的新高峰。她参与的搞笑短片“Pranked with Lee Lin Chin”、“Lee Lin Chin Versus Maggie Beer”、“Celebrity Chin Wag”、“Lee Linguine”和“The Real Newsreaders of Sydney”令她受到受到更多年轻受众的欢迎。
2015年5月18日，她被指定为2015年歐洲歌唱大賽的澳大利亚唱票员和发言人。她宣布澳大利亚将关键的12分投给最终的冠军，来自瑞典的芒斯·塞默洛和他的歌曲《Heroes》。她在之后两年继续担任这一角色，其中在2016年把12分投给了比利时的劳拉·特索罗和她的歌曲《What's the Pressure》，在2017年则把12分投给了英国的Lucie Jones和她的歌曲《Never Give Up On You》。
2018年7月，她宣布辞去在SBS的工作，并称“……每周两天的工作没给我足够的时间投入酒吧和重新阅读莎士比亚的完整作品。现在我一周工作0天，上面的问题就得到解决了。”
2018年10月，陈丽玲被评为Maxim杂志最热100名（Maxim magazine's Hot 100 list）中的第74位。

## 个人生活
陈丽玲喜欢旅游和阅读，尤其是威廉·福克纳。她是一个音乐爱好者、摄影师、影迷和狂热的啤酒爱好者。陈丽玲除英语外，还会说广东话、普通话和闽南话。

## 评价
在陈丽玲宣布她将辞去SBS的工作后，澳大利亚著名美食节目主持人廖崇明称她“总是处变不惊、才华横溢，她改变了澳洲社会对亚洲面孔的定义”；SBS总裁Michael Ebeid则感谢她对SBS和澳大利亚媒体行业的贡献，赞扬她是“独一无二的”。

## 外部页面
- 陈丽玲在互联网电影资料库（IMDb）上的資料（英文）